# Missionarie catechiste della Divina Provvidenza
Le Missionarie Catechiste della Divina Provvidenza (in inglese Missionary Catechists of Divine Providence) sono un istituto religioso femminile di diritto pontificio: le suore di questa congregazione pospongono al loro nome la sigla M.C.D.P.

## Storia
La congregazione deriva dall'istituto delle suore della Divina Provvidenza di San Antonio, che considera come proprio fondatore Jean-Martin Moyë.
Sorse nel 1930 come gruppo di ausiliarie che conducevano vita comune ma senza voti, con proprie costituzioni, alle dipendenze della superiora generale delle suore della Divina Provvidenza. Fu approvato come ramo filiale dell'istituto nel 1946.

## Attività e diffusione
Le religiose si dedicano all'apostolato presso le popolazioni di origine ispanica degli Stati Uniti d'America.
Le suore sono presenti in vari stati americani (California, Nebraska, Nuovo Messico, Kansas, Texas); la sede generalizia è a San Antonio, in Texas.
Alla fine del 2011 la congregazione contava 39 religiose in 19 case.